# 東京医療福祉専門学校
東京医療福祉専門学校（とうきょういりょうふくしせんもんがっこう）とは、東京都中央区八丁堀にある、はり師・きゅう師・あん摩マッサージ指圧師を養成する専修学校。

## 運営法人
学校法人常陽学園

## 学科
- 医療専門課程
  - はり・きゅう・あん摩マッサージ指圧科 （本科／昼間部）
  - はり・きゅう科 （専科／昼間部）
  - 鍼灸マッサージ教員養成科 （養成科／昼間部）
  - 柔道整復科（柔整科／昼間部）

## 終了年限
- はり・きゅう・あん摩マッサージ指圧科 - 3年
- はり・きゅう科 - 3年
- 鍼灸マッサージ教員養成科 - 2年
- 柔道整復科 - 3年

## 教育理念
- 当学園の教育理念は、「学生が身体的、倫理的、知的資質を調和よく発展させ、自由と責任の正しい意義をわきまえ、社会に積極的に参加し貢献できるよう、その育成のために精励し、誠意を以て学園業務に専念しなければならない。」と定義している。

## 沿革
- 1898年 - 吉田流一門（吉田流あん摩術）と東京鍼按灸治会を設立、久庵三世が初代会長となる。
- 1907年 - 東京鍼按灸治会付属講習所設立、所長に就き後継者の育成を行う。
- 1940年 - 吉田鍼灸医学校を開校。
- 1943年 - 久庵三世、東京鍼按灸治会会長を退任。浅見清四郎が会長に就任。
- 1946年 - 浅見清四郎、東京鍼按灸治会会長を退任。平川荘作が会長に就任。東京鍼按灸治会の名称を吉田親交会と改める。
- 1950年 - 平川荘作、八丁堀に東京マッサージ師養成所を創設、所長に就任。
- 1974年 - 平川敏雄、校長に就任。
- 1976年 - 日本橋蛎殻町に移転、東京マッサージ師学校と改称。
- 1979年 - はり・きゅう・あん摩マッサージ指圧科増設、東京鍼灸マッサージ学校と改称。
- 1983年 - 八丁堀2丁目に移転、東京鍼灸マッサージ専門学校と改称。
- 1989年 - 東京医療福祉専門学校に改称、校長に平川信代就任。
- 1997年 - 中央区新川に校舎竣工、理学療法学科・作業療法学科新設。
- 2000年 - はり・きゅう科（昼間部・夜間部）増設。
- 2002年 - 中央区新川に校舎竣工、専門学校東京医療学院を設立。理学療法学科（昼間部・夜間部）と作業療法学科（昼間部・夜間部）を設置。
- 2006年 - 東京医療福祉専門学校、八丁堀1丁目に校舎竣工、はり・きゅう・あん摩マッサージ指圧科、はり・きゅう科を移転。
- 2007年 - 東京医療福祉専門学校、鍼灸マッサージ教員養成科増設。

## 所在地
- 〒104-0032 東京都中央区八丁堀1-11-11

## 附属治療院
- 鍼灸マッサージ八丁堀治療院　2007年4月開院
  - あんま／マッサージ／指圧／はり／きゅう
  - 03-3551-4565

- はり・きゅう・マッサージ治療院
  - 03-5695-3036